# البوارد (يهر)

تعديل مصدري - تعديل

البوارد هي إحدى قرى عزلة يهر بمديرية يهر التابعة لمحافظة لحج، بلغ تعداد سكانها 21 نسمة حسب تعداد اليمن لعام 2004.